# جيم ريد (لاعب كرة قدم كندية)
جيم ريد هو لاعب كرة قدم كندية كندي، ولد في 8 نوفمبر 1957 في Palmerston, Ontario ‏ في كندا.